# باول سير
باول سير هو لاعب هوكي جليد كندي، ولد في 31 أكتوبر 1963 في بورت ألبيرني في كندا، وتوفي في 12 مايو 2012 في فانكوفر في كندا.

## وصلات خارجية
- باول سير على موقع دوري الهوكي الوطني (الإنجليزية)
- باول سير على موقع قاعة مشاهير الهوكي (لاعب أن.إتش.أل) (الإنجليزية)
- باول سير على موقع EliteProspects.com (الإنجليزية)
- باول سير على موقع HockeyDB.com (الإنجليزية)
- باول سير على موقع Hockey-Reference.com (الإنجليزية)